# Tiberio Giulio Celso Polemeano
Tiberio Giulio Celso Polemeano, noto semplicemente come Celso (45 – 120), è stato un politico romano di origine greca che divenne senatore, servì come console suffectus nel 92 e come governatore dell'Asia (105-107).

## Biografia

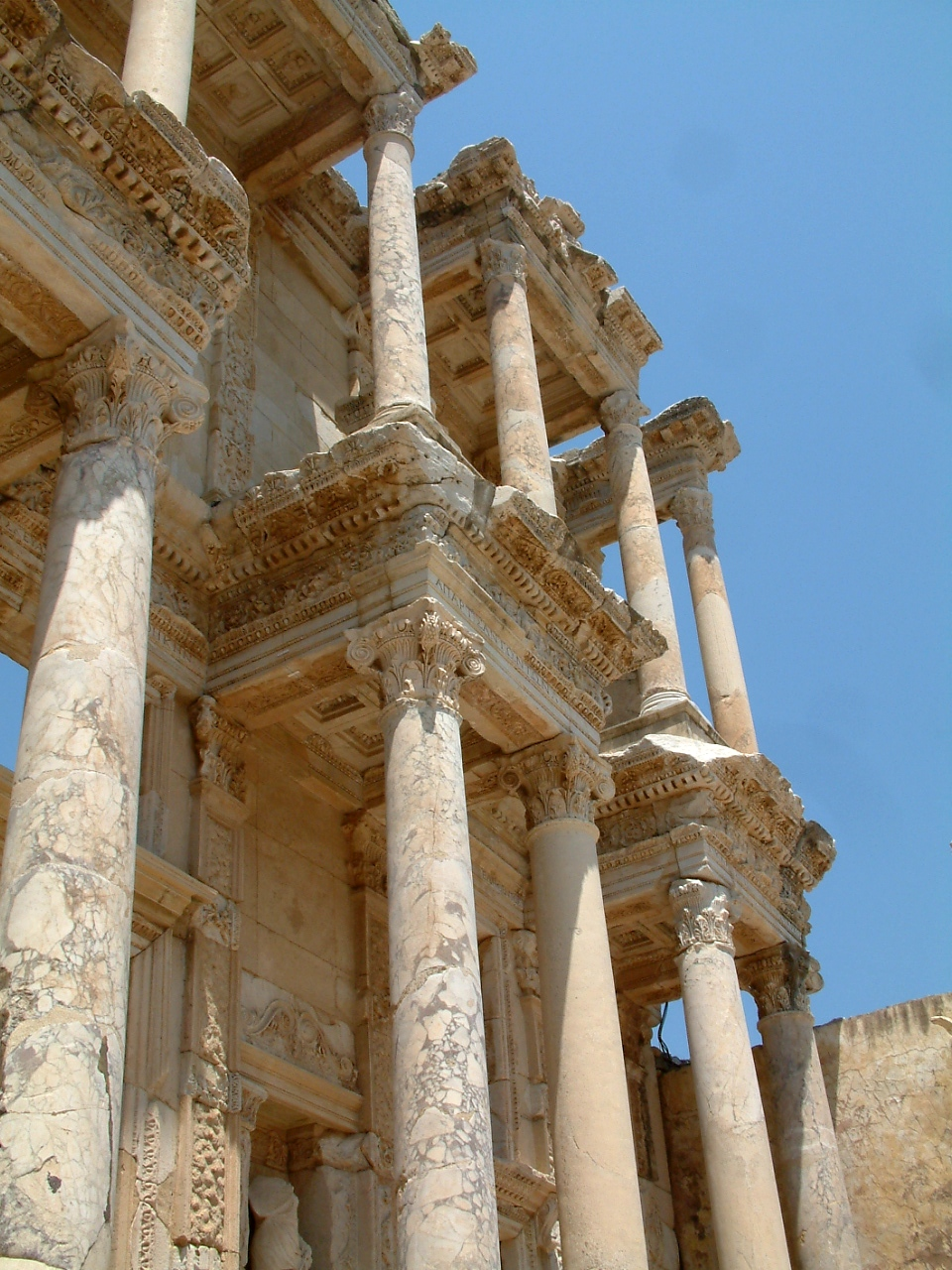
La Biblioteca di Celso, fondata da Celso, che ne contiene anche il sarcofago.

Celso nacque verso il 45 in una famiglia di origine greca a Efeso o a Sardi. La famiglia era di Sardi, ed alcuni membri erano sacerdoti a Roma. Ricevettero la cittadinanza romana ed alcuni di loro ricoprirono posizioni ufficiali al servizio dell'impero romano. Nel 69, durante l'anno dei quattro imperatori, Celsio cominciava la sua carriera da eques, ed acclamò assieme alla sua legione Vespasiano come imperatore. Dopo che Vespasiano ebbe consolidato il suo controllo nell'impero, ricompensò Celso elevandolo alla classe senatoria. Celso ricoprì la più importante carica accessibile ai senatori romani diventando nel 92 console suffectus. Nel 105 venne nominato governatore proconsolare della provincia romana dell'Asia dall'imperatore Traiano.

## Biblioteca di Celso
La biblioteca di Celso a Efeso fu costruita per onorare Celso dopo la sua morte. Egli pagò l'edificio con la propria ricchezza e lasciò una grande somma di denaro per questo fine al figlio Giulio Aquila Polemeano, che ne diresse la costruzione. La biblioteca poteva contenere 12.000 rotoli e servì come tomba monumentale a Celso, che ne fece allo stesso momento una cripta per il suo sarcofago ed un monumento sepolcrale. Dopo l'abbandono di Efeso nel VII secolo l'edificio crollò, ma venne restaurato da una fondazione archeologica austriaca nel 1970.